# Richard Stoddert Ewell
Richard Stoddert Ewell (Georgetown, 8 febbraio 1817 – Spring Hill, 25 gennaio 1872) è stato un generale statunitense, Ufficiale nell'US Army, divenne tenente generale nell'esercito degli Stati Confederati durante la guerra di secessione.

## Biografia
Nacque a Georgetown  nel Distretto della Columbia. Quando aveva nove anni la famiglia si trasferì nella Contea di Prince William, Virginia.
Come il fratello Benjamin, frequentò l'Accademia Militare e ne uscì nel 1840. Richard Ewell fu assegnato al 1° Dragoni USA e fu promosso capitano per il servizio nella guerra messicana. Prestò servizio a Baltimora, poi nel Sudovest.
All'inizio della guerra di secessione era in Virginia in licenza di convalescenza. Si dimise dall'Esercito USA nel maggio del 1861, quindi divenne colonnello nell'Esercito confederato. Dopo aver operato quale comandante di un campo di addestramento di cavalleria fu promosso brigadier generale il 17 giugno 1861.
Il 24 gennaio 1862 fu promosso maggior generale e guidò le truppe alla prima battaglia di Bull Run, alla battaglia di Cedar Mountain, alle campagne della valle di Shenandoah e dei Sette Giorni.
Ewell perse una gamba nella battaglia di Groveton nel 1862, ma ne ebbe una di legno con la quale rientrò in servizio nel 1863.
Promosso tenente generale, fu inviato a sostituire Thomas J. "Stonewall" Jackson al comando del II Corpo d'armata. Ewell trovava difficoltà nel cavalcare e fu ferito due volte, ma rimase attivo nelle campagne da Gettysburg  a Spotsylvania Court House.
Ewell cadde da cavallo al "Bloody Angle" e non fu in grado di continuare nel comando in campagna. Gli fu dato il comando del Dipartimento di Henrico, poi le difese di Richmond. Nell'aprile 1865 fu catturato a Sayler's Creek e tenuto prigioniero a Fort Warren, Massachusetts, fino ad agosto.
Dopo la guerra Ewell visse in ritiro in una fattoria nei pressi di Spring Hill (Tennessee). Alcuni lo accusavano della disfatta dei Confederati a Gettysburg, per non aver saputo catturare Cemetery Hill. Cionondimeno è improbabile che la cattura di quella posizione potesse in sé portare ad una vittoria Confederata.
Ewell morì a Spring Hill il 25 gennaio 1872.